# Schloßbrücke (Berlin-Charlottenburg)
Die Schloßbrücke im Berliner Ortsteil Charlottenburg ist eine stählerne Bogenbrücke über die Spree. Die heutige Konstruktion ist ein Bauwerk aus den Jahren 1926 bis 1928, nachdem bereits zur Zeit der Errichtung des Schlosses Charlottenburg Anfang des 18. Jahrhunderts ein erster Verkehrsweg über den Fluss gebaut worden war. Die Brücke steht unter Denkmalschutz.

## Geschichte
Das für die Kurfürsten- und Königsgattin Charlotte beim damaligen Ort Lietzow errichtete Schloss war anfangs aus dem Berliner Stadtkern nur mittels einer Fähre über die Spree erreichbar. So wurde der hier im Bogen verlaufende Fluss 1709 mit einer hölzernen Brücke auf mehr als 18 Jochen überbaut. Bald musste diese Konstruktion für Verkehrszwecke umgebaut werden und erhielt im mittleren Bereich Klappen für die Schiffspassagen. Diese Brücke war unter dem Namen Berlinische Brücke geläufig. Anfang des 19. Jahrhunderts wurde sie durch eine verstärkte wiederum hölzerne Jochbrücke ersetzt, deren Gestaltung sich am Vorbild der von Karl Friedrich Schinkel für das Berliner Stadtzentrum geplanten Schlossbrücke orientierte. „Charlottenburger Schloßbrücke, eine Pfahlbrücke mit Zugklappen, führt vom Luisenplatz über die Spree nach Moabit und der Jungfernheide.“ (1830) Als Berlin 1871 zur Reichshauptstadt avancierte, profitierte auch Lietzow und das Schloss von der Neuansiedlung von Fabriken und dem Bevölkerungswachstum. Die Berlinische Brücke war bereits reparaturanfällig und wurde mit ihren Abmessungen und der Belastbarkeit dem wirtschaftlichen Aufschwung nicht mehr gerecht. Für den Bau der Straßenbahnstrecke Weidendammer Brücke – Moabit – Charlottenburg der Großen Berliner Pferde-Eisenbahn musste daher ein Neubau errichtet werden. Die hölzerne Klappbrücke von 1875 war 75 Meter lang, sechs Meter breit und hatte bei 15 Jochen einen Schiffsdurchlass von 9,42 Metern Breite. Der Berliner Architekt und Stadtbaurat Ludwig Hoffmann beschäftigte sich gleichzeitig mit den Planungen für eine neue massive Steinbrücke. Diese konnte nicht wie ursprünglich vorgesehen in drei Bögen die Spree überbrücken, da die Schifffahrt an dieser Stelle ohne Pfeiler auskommen musste. Das neue 1897 bis 1901 erbaute Brückenbauwerk besaß nach der Überarbeitung ein einbogiges oben liegendes Stabbogen-Tragwerk. Es war mit rund 22 Metern breiter als der Vorgängerbau und konnte nun auch die Schienen der Straßenbahn aufnehmen. Die Brücke war 58 m lang und wurde mit Bildhauerarbeiten von Max Dennert reich ausgestattet. Der Zierrat orientierte sich an barocken Vorbildern und bestand aus vier mit Reliefs von Greifen, Panthern und Wappen versehenen Sandsteinobelisken an jedem Bogenende, das Eisentragwerk wurde mit Gittern und filigranen Überbaubögen geschmückt. Schließlich erhielt die neue Konstruktion bei ihrer Einweihung 1901 den Namen Schloßbrücke.

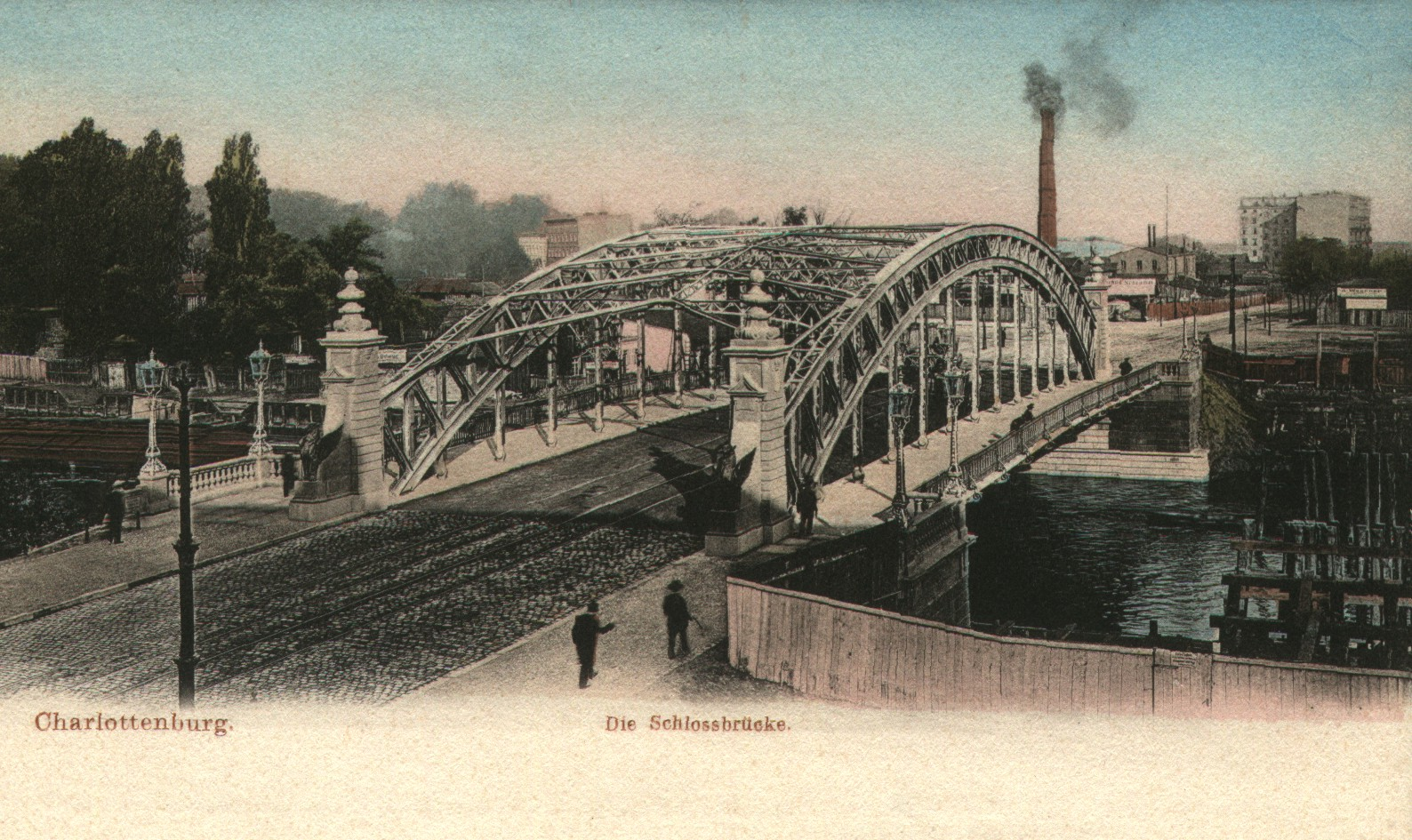
Kolorierte Ansichtskarte der Schloßbrücke, um 1903

Baumängel, die bereits nach 20 Jahren auftraten, führten 1925 zu einer vollständigen Verkehrssperrung der Charlottenburger Schlossbrücke. Reparaturarbeiten hätten die Stadt Berlin, die das Bauwerk gerade erworben hatte, viel Geld gekostet. Deshalb erfolgte eine Demontage und das Stahlbauunternehmen A. Druckenmüller entwarf und verwirklichte einen dauerhafteren Ersatzbau, der zwischen 1926 und 1928 fertiggestellt wurde. Es handelt sich nun um eine schmucklose einbogige Stahlträgerbrücke. Im Zweiten Weltkrieg wurde die Brücke kurz vor der deutschen Kapitulation von Truppen der Wehrmacht gesprengt und versank halbseitig in der Spree. Im Jahre 1946 konnte sie gehoben und zwischen 1946 und 1949 wieder aufgebaut werden.
Von den Brückenseiten führen Treppen sowie eine Rampe zum Charlottenburger Ufer hinunter. Dort befinden sich Anlegestellen von mehreren Reedereien, die Besichtigungsfahrten auf der Spree durchführen.
Direkt im Schlossgarten Charlottenburg gibt es eine geschwungene Bogenbrücke, die ebenfalls den Namen ‚Schlossbrücke‘ trägt. Diese überbrückt allerdings nicht die Spree, sondern leitet Fußgänger über einige Kanäle des Parks.